# Шефчик, Иржи
Иржи Шефчик (чеш. Jiří Šefčík; род. 14 апреля 1973, Йиндржихув-Градец, Южно-Чешская область) — чешский гребец, выступавший за сборные Чехословакии и Чехии по академической гребле в начале 1990-х годов. Обладатель серебряной медали чемпионата мира, победитель и призёр первенств национального значения, участник летних Олимпийских игр в Барселоне.

## Биография
Иржи Шефчик родился 14 апреля 1973 года в городе Йиндржихув-Градец, Чехословакия.
Занимался академической греблей в Праге, проходил подготовку в столичном гребном клубе «Богемианс».
Впервые заявил о себе на международном уровне в сезоне 1991 года, когда вошёл в состав чехословацкой национальной сборной и выступил на юниорском мировом первенстве в Баньолесе, где в зачёте распашных безрульных двоек превзошёл всех соперников и завоевал золотую медаль.
Благодаря череде удачных выступлений удостоился права защищать честь страны на летних Олимпийских играх 1992 года в Барселоне. В составе экипажа-восьмёрки, куда также вошли гребцы Павел Меншик, Ондржей Голечек, Душан Бусинский, Павел Сокол, Петр Блеха, Ян Бенеш, Радек Завадил и рулевой Иржи Птак, благополучно преодолел предварительный квалификационный этап, но на стадии полуфиналов занял в своём заезде последнее место и отобрался лишь в утешительный финал В, где в конечном счёте финишировал шестым. Таким образом, расположился в итоговом протоколе соревнований на 12-й строке.
После барселонской Олимпиады Шефчик ещё в течение некоторого времени оставался действующим спортсменом и продолжал принимать участие в крупнейших международных регатах. Так, в 1993 году он представлял Чехию на домашнем чемпионате мира в Рачице — стал серебряным призёром в программе распашных рулевых четвёрок, уступив в финале только команде Румынии.
Его старшая сестра Мартина Шефчикова так же стала известной гребчихой, участвовала в состязаниях женских восьмёрок на Олимпийских играх в Барселоне.